# Sidi H'Mad Ou M'Barek
Sidi H'Mad Ou M'Barek (àrab سيدي احمد او مبارك) és una comuna rural de la província d'Essaouira de la regió de Marràqueix-Safi. Segons el cens de 2014 tenia una població total de 5.482 persones.